# Damerau–Levenštajnovo rastojanje
U teoriji informacija i informatike, Damerau-Levenshtein rastojanje (nazvano po Fredrich J. Damerau i Vladimir I. Levenshteinu) je "rastojanje" između dva stringa, odnosno konačna sekvenca simbola, dobijena računajući minimalan broj operacija potrebnih da se jedan string transformiše u drugi što se definiše kao operacija ubacivanja, brisanja ili zamena jednog karaktera drugim, ili transpozicija dva susedna karaktera. U svom ključnom radu, Damerau ne samo da razlikuje ove četiri operacije, već je i izjavio da su one odgovorne za 80% pravopisnih grešaka. Damerauova studija uzima u obzir samo greške koje su mogle biti ispravljene sa samo jednom operacijom. Odgovarajuća izmena rastojanja, na primer deljenje sa višestrukim operacijama uređivanja, poznata kao Levenshtein rastojanje, predstavljena od Levenshteina, ali ne uključuje transpozicije u skupu osnovnih operacija. Ime Damerau-Levenshtein distance se koristi za uređivanje udaljenosti koja omogućava uređivanej više operacija, uključujući transpozicije, iako nije jasno da li se termin Damerau-Lavenshtein distance ponekad koristi u nekim izvorima tako što uzima u obzir nesusedne transpozicije ili ne.
Dok je originalni motiv bio da se izmeri rastojanje između ljudskih pravopisnih gresaka u poboljšanju aplikacije poput pravopisnih kontrolora, Damerau – Levenshtein distance takođe koristi i u biologiji za merenje varijacije između DNK.

## Algoritam
Dodavanje transpozicije zvuči jednostavno, ali ustvarnosti postoji ozbiljna komplikacija.
Predstavljana su dva algoritma: prvi , jednostavniji, izračunava ono što je poznato kao optimal string alignment, a drugi izračunava Damerau-Levenshtein distance sa susednim transpozicijama. Razlika između ova dva algoritma sastoji se u tome da optimal string alignment algorithm izračunava broj edit operacija potrebnih da bi stringovi bili jednaki pod uslovom da podstring ne sme da se edituje vise puta, dok kod drugog ovaj uslov ne postoji.
Uzmimo primer da se promeni rastojanje izmedju CA i ABC. Damerau-Levenshtein distance LD(CA, ABC) =2 jer CA -> AC ->ABC, ali optimal string alignment distance OSA(SA,ABC)=3 jer ako se operacija CA ->AC koristi, nije moguće koristiti AC -> ABC, jer bi to značilo da se podstring menja više puta, što nije dozvoljeno u OSA, a samim tim najkraći redosled operacija je CA -> A -> AB -> ABC. Zapazite da u OSA ne važi nejednakost trougla: OSA(CA,AC) + OSA(AC,ABC) < OSA(CA,ABC), pa to nije tacno.
Dole ispod je pseudokod za funkciju OptimalStringAlignmentDistance koja uzima 2 stringa, str1 dužine lenStr1, i str2 dužine lenStr2, i izračunava optimal string alignment rastojanje između njih (Komentari su na engleskom):
```
int
 OptimalStringAlignmentDistance(
char
 str1[1..lenStr1], 
char
 str2[1..lenStr2])
   
// d is a table with lenStr1+1 rows and lenStr2+1 columns

   
declare
 
int
 d[0..lenStr1, 0..lenStr2]
   
// i and j are used to iterate over str1 and str2

   
declare
 
int
 i, j, cost
   
//for loop is inclusive, need table 1 row/column larger than string length.

   
for
 i 
from
 0 
to
 lenStr1
       d[i, 0] := i
   
for
 j 
from
 1 
to
 lenStr2
       d[0, j] := j
   
//Pseudo-code assumes string indices start at 1, not 0.

   
//If implemented, make sure to start comparing at 1st letter of strings.

   
for
 i 
from
 1 
to
 lenStr1
       
for
 j 
from
 1 
to
 lenStr2
           
if
 str1[i] = str2[j] 
then
 cost := 0
                                
else
 cost := 1
           d[i, j] := minimum(
                                d[i-1, j] + 1,     
// deletion

                                d[i  , j-1] + 1,     
// insertion

                                d[i-1, j-1] + cost   
// substitution

                            )
           
if
(i > 1 
and
 j > 1 
and
 str1[i] = str2[j-1] 
and
 str1[i-1] = str2[j]) 
then

               d[i, j] := minimum(
                                d[i, j],
                                d[i-2, j-2] + cost   
// transposition

                             )
                                
 
   
return
 d[lenStr1, lenStr2]
```

U suštini ovo je algoritam za izračunavanje Levenshtein distance:
```
           
if
(i > 1 
and
 j > 1 
and
 str1[i] = str2[j-1] 
and
 str1[i-1] = str2[j]) 
then

               d[i, j] := minimum(
                                d[i, j],
                                d[i-2, j-2] + cost   
// transposition

                             )
```

Ovo je drugi algoritam koji računa pravo Damerau–Levenshtein distance sa susednom transpozicijom (ActionScript 3.0); ova funkcija zahteva jedan dodatni parametar- veličinu pisma (C), tako da svi ulazi za niz su u 0..(C−1):
```
static
 
public
 
function 
damerauLevenshteinDistance
(
a
:
Array
,
 
b
:
Array
,
 
C
:
uint
):
uint

{

    
var
 
INF
:
uint
 
=
 
a
.
length
 
+
 
b
.
length
;

    
var
 
H
:
matrix
 
=
 
new
 
matrix
(
a
.
length
+
2
,
b
.
length
+
2
);
    

    
H
[
0
][
0
]
 
=
 
INF
;

    
for
(
var
 
i
:
uint
 
=
 
0
;
 
i
<=
a
.
length
;
 
++
i
)
 
{
H
[
i
+
1
][
1
]
 
=
 
i
;
 
H
[
i
+
1
][
0
]
 
=
 
INF
;}

    
for
(
var
 
j
:
uint
 
=
 
0
;
 
j
<=
b
.
length
;
 
++
j
)
 
{
H
[
1
][
j
+
1
]
 
=
 
j
;
 
H
[
0
][
j
+
1
]
 
=
 
INF
;}
            

    
var
 
DA
:
Array
 
=
 
new
 
Array
(
C
);

    
for
(
var
 
d
:
uint
 
=
 
0
;
 
d
<
C
;
 
++
d
)
 
DA
[
d
]=
0
;

    
for
(
var
 
i
:
uint
 
=
 
1
;
 
i
<=
a
.
length
;
 
++
i
)

    
{

        
var
 
DB
:
uint
 
=
 
0
;

        
for
(
var
 
j
:
uint
 
=
 
1
;
 
j
<=
b
.
length
;
 
++
j
)

        
{

            
var
 
i1
:
uint
 
=
 
DA
[
b
[
j
-
1
]];

            
var
 
j1
:
uint
 
=
 
DB
;

            
var
 
d
:
uint
 
=
 
((
a
[
i
-
1
]==
b
[
j
-
1
])?
0
:
1
);

            
if
(
d
==
0
)
 
DB
 
=
 
j
;

            
H
[
i
+
1
][
j
+
1
]
 
=
 
Math
.
min
(
H
[
i
][
j
]+
d
,
 
H
[
i
+
1
][
j
]
 
+
 
1
,
 
H
[
i
][
j
+
1
]+
1
,
 

                            
H
[
i1
][
j1
]
 
+
 
(
i
-
i1
-
1
)
 
+
 
1
 
+
 
(
j
-
j1
-
1
));

        
}

        
DA
[
a
[
i
-
1
]]
 
=
 
i
;

    
}

    
return
 
H
[
a
.
length
+
1
][
b
.
length
+
1
];

}

public
 
class
 
matrix
 
extends
 
Array

{

    
public
 
var
 
rows
:
uint
,
 
cols
:
uint
;

    
public
 
function 
matrix
(
nrows
:
int
=
0
,
 
ncols
:
int
=-
1
)

    
{

        
super
(
nrows
);

        
if
(
ncols
 
==
 
-
1
)
 
ncols
 
=
 
nrows
;

        
for
(
var
 
i
:
uint
 
=
 
0
;
 
i
<
nrows
;
 
++
i
)

        
{

            
this
[
i
]
 
=
 
new
 
Array
(
ncols
);

        
}

        
rows
 
=
 
nrows
;
 
cols
 
=
 
ncols
;

    
}

}

```

korišćenjem C# programskog jezika izračunavamo pravi Damerau–Levenshtein distance sa susednim transpozicijama.
```
public
 
static
 
int
 
DamerauLevenshteinDistance
(
string
 
source
,
 
string
 
target
)

{

    
if
 
(
String
.
IsNullOrEmpty
(
source
))

    
{

        
if
 
(
String
.
IsNullOrEmpty
(
target
))

        
{

            
return
 
0
;

        
}

        
else

        
{

            
return
 
target
.
Length
;

        
}

    
}

    
else
 
if
 
(
String
.
IsNullOrEmpty
(
target
))

    
{

        
return
 
source
.
Length
;

    
}
 

 

    
var
 
score
 
=
 
new
 
int
[
source
.
Length
 
+
 
2
,
 
target
.
Length
 
+
 
2
];

    
var
 
INF
 
=
 
source
.
Length
 
+
 
target
.
Length
;

    
score
[
0
,
 
0
]
 
=
 
INF
;

    
for
 
(
var
 
i
 
=
 
0
;
 
i
 
<=
 
source
.
Length
;
 
i
++
)
 
{
 
score
[
i
 
+
 
1
,
 
1
]
 
=
 
i
;
 
score
[
i
 
+
 
1
,
 
0
]
 
=
 
INF
;
 
}

    
for
 
(
var
 
j
 
=
 
0
;
 
j
 
<=
 
target
.
Length
;
 
j
++
)
 
{
 
score
[
1
,
 
j
 
+
 
1
]
 
=
 
j
;
 
score
[
0
,
 
j
 
+
 
1
]
 
=
 
INF
;
 
}

 

    
var
 
sd
 
=
 
new
 
SortedDictionary
<
char
,
 
int
>
;

    
foreach
 
(
var
 
letter
 
in
 
(
source
 
+
 
target
))

    
{

        
if
 
(
!
sd
.
ContainsKey
(
letter
))

            
sd
.
Add
(
letter
,
 
0
);

    
}

    
for
 
(
var
 
i
 
=
 
1
;
 
i
 
<=
 
source
.
Length
;
 
i
++
)

    
{

        
var
 
DB
 
=
 
0
;

        
for
 
(
var
 
j
 
=
 
1
;
 
j
 
<=
 
target
.
Length
;
 
j
++
)

        
{

            
var
 
i1
 
=
 
sd
[
target
[
j
 
-
 
1
]];

            
var
 
j1
 
=
 
DB
;

            
if
 
(
source
[
i
 
-
 
1
]
 
==
 
target
[
j
 
-
 
1
])

            
{

                
score
[
i
 
+
 
1
,
 
j
 
+
 
1
]
 
=
 
score
[
i
,
 
j
];

                
DB
 
=
 
j
;

            
}

            
else

            
{

                
score
[
i
 
+
 
1
,
 
j
 
+
 
1
]
 
=
 
Math
.
Min
(
score
[
i
,
 
j
],
 
Math
.
Min
(
score
[
i
 
+
 
1
,
 
j
],
 
score
[
i
,
 
j
 
+
 
1
]))
 
+
 
1
;

            
}

            
score
[
i
 
+
 
1
,
 
j
 
+
 
1
]
 
=
 
Math
.
Min
(
score
[
i
 
+
 
1
,
 
j
 
+
 
1
],
 
score
[
i1
,
 
j1
]
 
+
 
(
i
 
-
 
i1
 
-
 
1
)
 
+
 
1
 
+
 
(
j
 
-
 
j1
 
-
 
1
));

        
}

        
sd
[
source
[
i
 
-
 
1
]]
 
=
 
i
;

    
}

    
return
 
score
[
source
.
Length
 
+
 
1
,
 
target
.
Length
 
+
 
1
];

}

```

(Zapažanja: algoritam dat u radu koristi pismo 1..C pre nego 0..C−1, i indeksira nizove drugačije: H[−1..|A|,−1..|B|] pre nego H[0..|A|+1,0..|B|+1], DA[1..C] pre nego DA[0..C−1]; u radu nedostaje neophodna linija H[−1,−1] = INF)
Da osmislimo odgovarajuci algoritam za izračunavanje Damerau–Levenshtein rastojanja zapažamo da uvek postoji optimalna sekvenca edit operacija , gde jednom-transpovana slova se nikada ne menjaju kasnije. Tako da nam je potrebno da razmotrimo 2 simetrična slučaja modifikovanja podstringa više puta: (1) transponovati slova i ubaciti proizvoljan broj znakova između njih, ili (2) obrisati sekvencu karaktera i transponovati slova koja postaju susedna posle brisanja. Direktna primena ove ideje daje algoritam kubne složenosti: {\displaystyle O\left(M\cdot N\cdot \max(M,N)\right)} gde su M i N dužine stringova. Korišćenjem ideje Lowrance i Wagner, ovaj naivan algoritam može se poboljšati da bude {\displaystyle O\left(M\cdot N\right)} u najgorem slučaju.
Zanimljivo je da bitap algorithm može biti modifikovan za proces transpozicije. Pogledaj odeljak pretraživanje informacija za primer takvog prilagođavanja.

## Aplikacije
Prvi agoritam izračunava samo uslovljenu izmenu rastojanja. Damerau-Levenshtein rastojanje igra važnu ulogu u obradi prirodnim jezicima. U prirodnim jezicima, žice su kratke i broj grešaka retko prelazi 2. U takvim okolnostima, ograničenja i realna izmena rastojanja su veoma retki. Zato ovo ograničenje nije veoma važno. Međutim, moramo imati na umu da uslovljena izmena rastojanja ne zadovoljava uvek nejednakost trougla, i samim tim, ne može da se koristi sa metričkim drvećem.

### DNK
Pošto DNK često prolazi umetanja, brisanja, zamene i transpozicije, i svaka od ovih operacija se javlja na približno istom vremenskom roku, Damerau-Levenshtein rastojanje je odgovarajuća metrika varijacija između dve niti DNK. Češće u DNK i proteinima se koriste blisko povezani algoritmi kao što su Needleman-Wunsch algoritam ili Smith-Waterman algoritam.

### Detekcija prevare
Ovaj algoritam može da se koristi sa bilo kojom reči, kao “prodavac” imena. Pošto je ulaz manuelan po prirodi postoji rizik od ulaska raznih prodavaca. Prevarant zaposleni može ući kao pravi prodavac kao što je “Rich Heir Estate Services” (bogati naslednik imanja usluga) protiv lažnog prodavca “Rich Hier State Services” (bogati naslednik države usluga). Prevarant bi onda stvorio lažni račun u banci i znao bi način na koji kompanije proveravaju prave i lažne prodavce (dobavljače). Damerau-Levenshtein algoritam će detektovati transponovano i padajuće pismo i skrenuti pažnju na istraživanje prevare.

## Takodje pogledajte
- Approximate string matching
- Levenshtein automata
- Typosquatting

## Spoljašnje veze
- „Damerau–Levenshtein distance - Engleska Wikipedija”.
- Python implementation of optimal string alignment distance
- FREJ – an open source java library which implements approximate substring search using Damerau–Levenshtein distance.
- Ruby translation of above Python implementation.
- Matlab implementation Архивирано на веб-сајту  (5. април 2013)
- Perl implementation
- NodeJS / JavaScript implementation
- C implementation